# Кардіохірургія

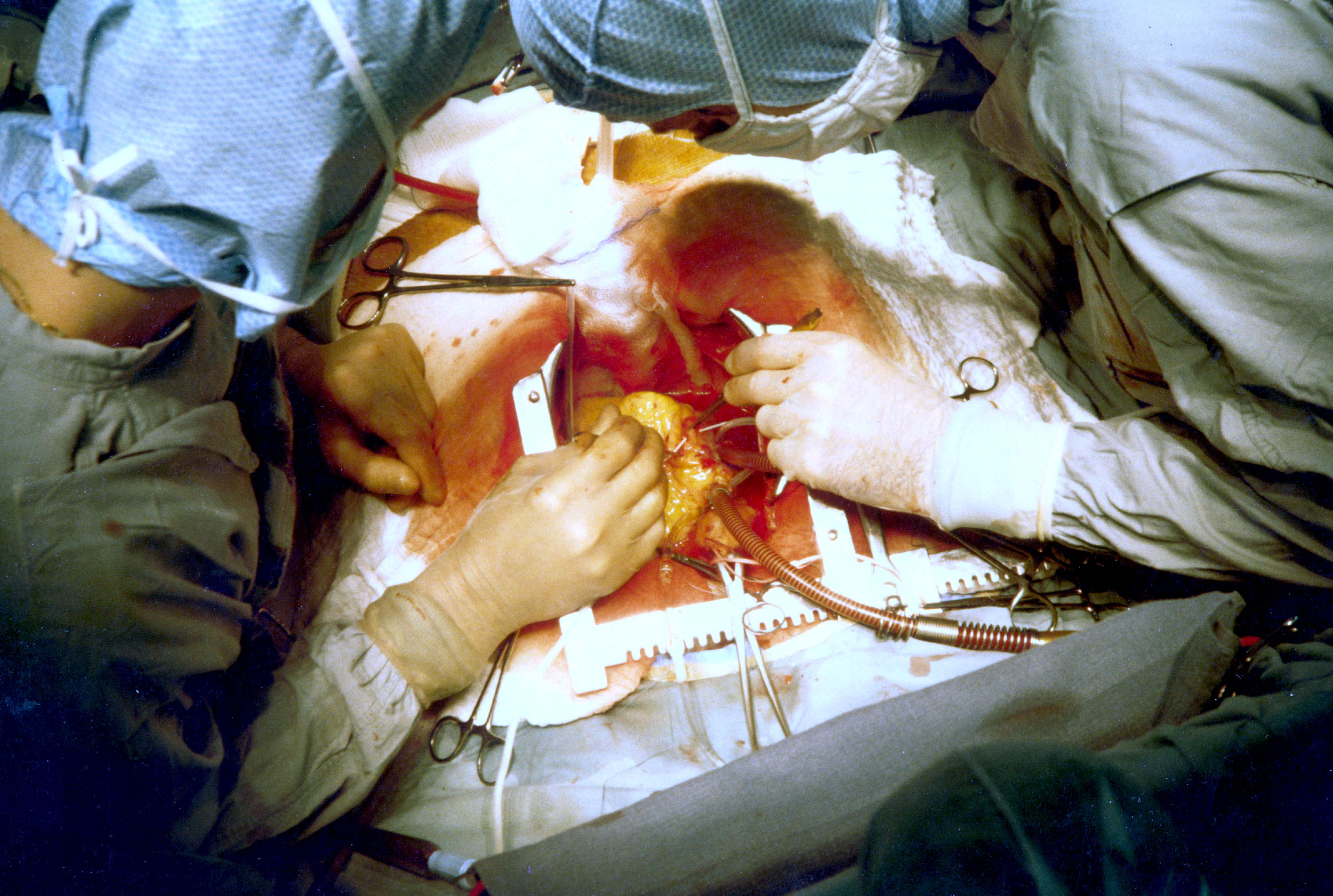
Два кардіохірурга виконують АКШ

Кардіохірургі́я — галузь хірургії та кардіології, яка займається лікуванням захворювань серцево-судинної системи (вроджені вади серця, набуті вади серця, хірургія магістральних судин, ішемічна хвороба серця, кардіоміопатії, пухлини серця, аритмії серця та інші).

## Історія

### XIX століття
Найперші операції на перикарді відбулися в XIX столітті і були виконані Франсіско Ромеро (1801) у місті Альмерія (Іспанія), Домінік Жан Ларрі (1810), Генрі Далтон (1891) і Деніел Гейл Вільямс (1893). Першу операцію на серці зробив Аксель Каппелен 4 вересня 1895 року в Rikshospitalet у Крістіанії, нині Осло. Каппелен перев'язав кровоточиву коронарну артерію 24-річного чоловіка, який отримав ножове поранення в ліву пахвову западину та був у глибокому шоці після прибуття. Доступ здійснювався через ліву торакотомію. Пацієнт прокинувся і здавався добре впродовж 24 годин, але проявилась гарячка та настала смерть (від медіастиніту) через три дні після операції.

### XX століття
У XX столітті кардіохірургія перетворилася з експериментальної дисципліни на життєво важливу галузь медицини.
- 1925 — перша успішна операція з ушивання рани серця виконана американським хірургом Клеренсом Волтонем Ліллехеєм.
- 1938 — Роберт Гросс здійснив першу успішну операцію з перев’язки відкритої артеріальної протоки в дитини.
- 1944 — Альфред Бладчілд і Гелен Тауссіг (спільно з Вівієн Томасом) розробили операція Бладчілда–Тауссіг–Томаса для дітей із тетрадою Фалло — початок педіатричної кардіохірургії.
- 1953 — Джон Гіббон сконструював і вперше застосував апарат штучного кровообігу, що дозволило проводити операції на відкритому серці.
- 1960-ті — ера розвитку клапанних протезів і шунтування.
- 1967 — південноафриканський хірург Крістіан Барнард виконав першу успішну трансплантацію серця у Кейптауні.

### XXI століття
Сучасна кардіохірургія активно використовує мінімально інвазивні технології, роботизовані системи (наприклад, Da Vinci), 3D-візуалізацію, а також штучний інтелект для передопераційного планування.
Активно розвивається транскатетерна хірургія, зокрема імплантація аортального клапана (TAVI).
З'явилися біологічні клапани та тканинно-інженерні клапани, що забезпечують кращу сумісність із організмом.
Удосконалюються методи дитячої кардіохірургії, включно з внутрішньоутробними втручаннями.
Прогрес у механічні пристрої підтримки кровообігу (VAD), які допомагають пацієнтам із серцевою недостатністю дочекатися трансплантації або слугують як довготривала альтернатива.

## Центри кардіохірургії в Україні
В Україні провідними закладами з кардіохірургії є Національний інститут серцево-судинної хірургії ім. М. М. Амосова АМН України, Науково-практичний медичний центр дитячої кардіології та кардіохірургії МОЗ України, Київський міський Центр серця.[джерело?]

### Книги
- За покликом серця. Нотатки про кардіохірургію в 11 операціях / Томас Морріс ; пер. з англ. А. Дученко. Київ: BOOKCHEF:Форс Україна, 2019. – 511 с. ISBN 978-617-7561-23-0
- Operative Cardiac Surgery. Thomas L. Spray, Michael Andrew Acker/ 6th ed. - CRC Press 2019. - 810 p. ISBN 9781444137583
- CPT Coding Essentials Cardiology and Cardiothoracic Surgery /  American Medical Association, 2019. - 843 pages. ISBN  978-1622027583
- Серцево-судинні захворювання. Класифікація, стандарти діагностики та лікування/За ред. проф.В.М.Коваленка, проф.М.І.Лутая, проф. Ю.М.Сіренка. – К.: Асоціація кардіологів України. – 2016. – 128 с.
- Master Techniques in Surgery: Cardiac Surgery. Frederick L. Grover, Michael J. Mack/  2016 Wolters Kluwer. - 920 p. ISBN 9781451193534
- Кардиохирургия. Техника выполнения операций. Доути Д., Доути Д. / Медпресс-информ, 2014 - 628 с. ISBN 978-5-00030-177-7(рос.)
- Филатов А. Т., Скумин В. А. Психопрофилактика и психотерапия в кардиохирургии . — Киев: Здоров'я, 1985. — 72 с. (Б-ка практ. врача). [Архівовано 16 березня 2016 у Wayback Machine.] (рос.)

### Журнали
- Journal of Cardiac Surgery
- Pediatric Cardiac Surgery Annual

| Медицина | Це незавершена стаття з медицини. Ви можете допомогти проєкту, виправивши або дописавши її. |